# Acta Apostolicae Sedis
Die Acta Apostolicae Sedis (AAS, „Amtsblatt des Apostolischen Stuhls“) sind seit 1909 das Amtsblatt, also das amtliche Promulgations- und Publikationsorgan, des Heiligen Stuhls. Deren Vorgänger war von 1869 bis 1908 das bis 1904 halbamtliche Blatt Acta Sanctae Sedis (ASS, „Amtsblatt des Heiligen Stuhles“). Die Acta werden vom Staatssekretariat herausgegeben.

## Acta
Am 29. September 1908 promulgierte Papst Pius X. feierlich mit einer Apostolischen Konstitution die Herausgabe der AAS und verfügte, dass alle päpstlichen Schriftstücke mit dem Abdruck in den ASS als amtlich und hinreichend promulgiert anzusehen seien. Am 31. Dezember 1908 verfügte Kardinalstaatssekretär Rafael Merry del Val, dass fortan die amtlichen Veröffentlichungen des Apostolischen Stuhles nur noch in den AAS erscheinen und den Bischöfen nicht länger zugeschickt werden. Damit wurden die Bischöfe weltweit verpflichtet, die AAS zu abonnieren. Allerdings kamen zunächst offenbar nicht alle Bischöfe dieser Verpflichtung nach.
Seit Januar 1909 erscheinen in den AAS alle Verlautbarungen des Heiligen Stuhls, meist in lateinischer Sprache. Das Blatt erscheint in der Regel monatlich. Es gliedert sich folgendermaßen:
- Akte des Obersten Pontifex
- Akte der Dikasterien
- Akte der Gerichte, insbesondere der Apostolischen Pönitentiarie
- Akte sonstiger Stellen
- Tagebuch der Römischen Kurie.

In anderen Veröffentlichungen publizierte Dokumente besitzen Rechtskraft je nach ihrer Rechtsgrundlage. In den AAS promulgierte Gesetze oder Ausführungsbestimmungen haben generell universelle Geltung. Im Codex Iuris Canonici ist bestimmt:

„Allgemeine kirchliche Gesetze werden durch Veröffentlichung im offiziellen Publikationsorgan Acta Apostolicae Sedis promulgiert, wenn nicht in einzelnen Fällen eine andere Promulgationsweise vorgeschrieben ist […].“

Ein Teil der Kurienbehörden verfügt über eigene Publikationsorgane, in denen ihre Verlautbarungen veröffentlicht werden. Päpstliche Verlautbarungen fanden sich im 19. und in der ersten Hälfte des 20. Jahrhunderts häufig in kirchlichen Amtsblättern als Abdruck wieder, gegenwärtig stehen hier durch die Bischofskonferenzen gesonderte Publikationsreihen zur Verfügung.

## Supplemento

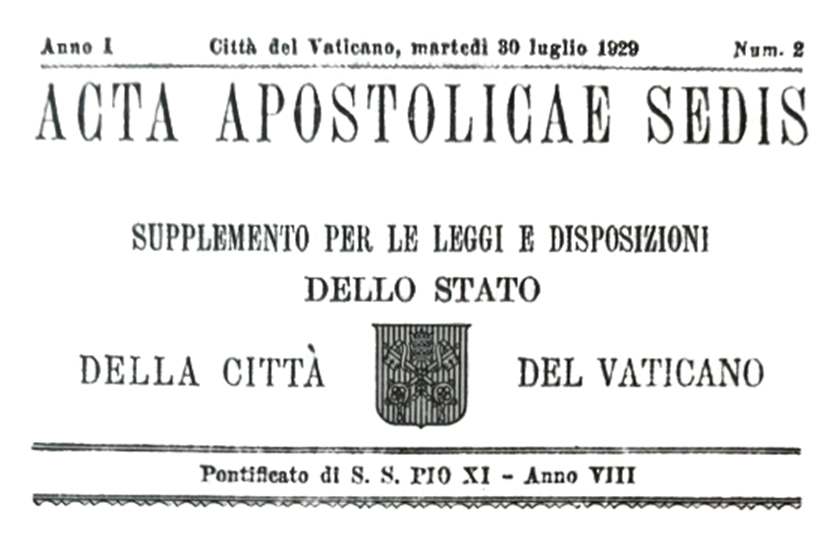
Supplemento, Kopftitel 1929

Den Staat der Vatikanstadt betreffende Rechtsakte werden seit 1929 als Supplemento per le leggi e disposizioni dello Stato della Città del Vaticano veröffentlicht. Die einzelnen Einträge werden je Staatsoberhaupt bzw. Sedisvakanz mit römischen Zahlen durchnummeriert.
Die Jahrgangs- = Bandzählung des Supplements weist ab Mitte der 1950er-Jahre die Besonderheit auf, dass sie nicht mehr dem Kalenderjahr folgt, sondern als Stichtag den 11. Februar verwendet, den Jahrestag der Unterzeichnung der Lateranverträge 1929. Zuvor hatte es bei der Bandzählung des Öfteren Unstimmigkeiten gegeben; so wurden etwa die Jahre 1950 und 1951 als 20/21/22 statt 22 und 23 gezählt.
Die Veröffentlichung im Supplemento ist für einen Rechtsakt keine Wirksamkeitsvoraussetzung mehr; es genügt der Aushang im Damasus-Hof des Apostolischen Palastes, an den Portalen der vatikanischen Postämter und des Governatoratsgebäudes sowie die Publikation im Internet auf der institutionellen Website des Staates der Vatikanstadt. Hintergrund ist der zum Teil erhebliche Erscheinungsverzug des Supplements.
Zu unterscheiden sind der italienische Begriff Supplemento und der lateinische Begriff Supplementum; letzterer bezeichnet bisweilen Sonderausgaben des Hauptteils der Acta.